# Голландия (балка)
Голландия — балка в Нахимовском районе Севастополя на Северной стороне. Впадает в Севастопольскую бухту примерно в центре ее северного берега. Затопленная морем часть устья балки образует бухточку с одноименным с балкой названием.
Балка получила название по аналогии с «голландским поселком», который существовал в Кронштадте. Во времена Петра I там селились мастера, выписанные из Голландии. В начале XIX века в балке существовал склад лесоматериалов для строительства и ремонта кораблей.
В 1911 году на восточном склоне балки началось сооружение большого здания морского кадетского корпуса (автор проекта — архитектор Л. А. Венсан). Революция и войны прервали работы и до 1960 года здание стояло недостроенным. Впоследствии там разместилось Севастопольское Высшее военно-морское инженерное училище, а сегодня — Севастопольский национальный университет ядерной энергии и промышленности.